# Divljana
Divljana (cyr. Дивљана) – wieś w Serbii, w okręgu pirockim, w gminie Bela Palanka. W 2011 roku liczyła 95 mieszkańców.